# سرویس جاسوسی سیگنال

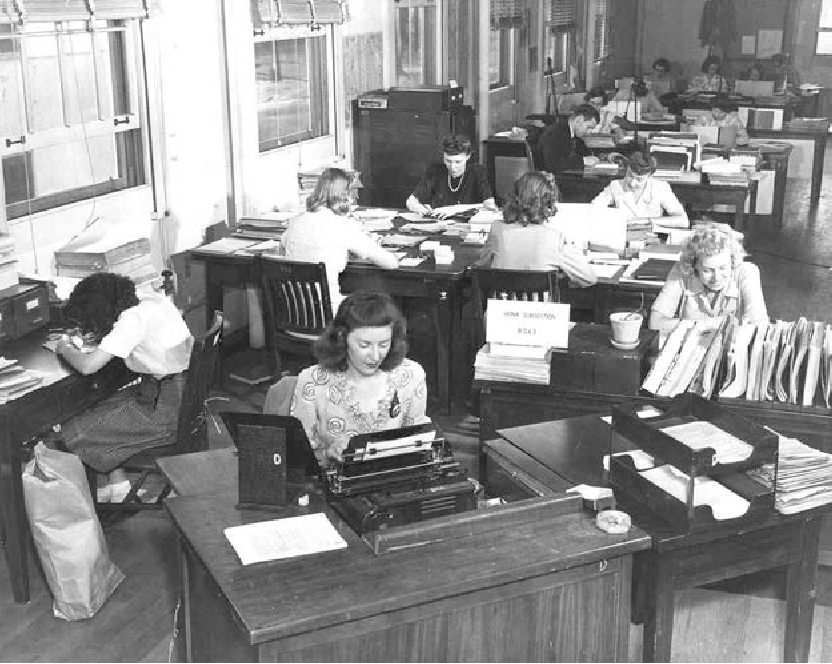
نمایی از کارمندان سرویس جاسوسی سیگنال در حال کار در مجتمع آرلینگتون‌هال آمریکا (حوالی ۱۹۴۴). در لبهٔ سمت راست تصویر، «آن زد. کاراکریستی»، معاون بعدی مدیر آژانس امنیت ملی، دیده می‌شود.

سرویس جاسوسی سیگنال (انگلیسی: Signal Intelligence Service) بخش تحلیل رمز نیروی زمینی ایالات متحده آمریکا در طی جنگ جهانی دوم بود. در سال ۱۹۳۰ به منظور تدوین کدهای ارتش آمریکا تأسیس شد. در سال ۱۹۴۳ به آژانس امنیتی سیگنال تغییر نام یافت و در سپتامبر ۱۹۴۵ به آژانس امنیتی ارتش تبدیل شد.